# Костёр тщеславия (фильм)
«Костёр тщеславия» (англ. The Bonfire of the Vanities) — американская драматическая комедия режиссёра Брайана Де Пальмы. Экранизация книги «Костры амбиций», автор которой — Том Вулф. Съёмки картины проводились с 16 апреля по 27 июля 1990 года.

## Сюжет
Журналист Питер Фаллоу, бабник и алкоголик, вспоминает недавние события. Биржевой маклер с Уолл-стрит Шерман Маккой, состоятельный и гордящийся своим социальным статусом, живёт с привлекательной женой Джуди в одном из фешенебельных районов Нью-Йорка. У него есть любовница Мария Раскин, о существовании которой догадывается жена. Шерман встречает Марию в аэропорту и везёт её в своём автомобиле к ней домой. Заблудившись, Шерман и Мария оказываются в южном Бронксе — районе Нью-Йорка, где живут в основном бедные негры. В одном из тёмных переулков они натыкаются на автомобильную шину, лежащую на дороге. Выйдя из машины, Шерман пытается устранить препятствие, но в этот момент Шерман и Мария замечают негра, намерения которого они воспринимают как враждебные. С испуга Мария наезжает автомобилем на негритянского подростка и парочка скрывается с места аварии. Парень получает ранения и после впадает в кому. Перед этим он успевает сообщить приметы машины: марку и несколько букв номера.
Шерман убеждает Марию заявить об этом в полицию, но она категорически против. О рядовом преступлении узнаёт пастор местной церкви преподобный Бейкон и решает привлечь общественность. Постепенно дело доходит до внимания окружного прокурора. Дело имеет плохие перспективы в суде. Потерпевший в коме, свидетелей нет. Мать подростка отказывается обращаться в полицию. Тогда прокурор Эйб Вейс, который метит на пост мэра, решает этим расследованием продемонстрировать расовую толерантность и привлечь голоса чернокожего населения. Офис прокурора по имеющимся уликам находит машину и выходит на Шермана. Тот, опасаясь худшего, отказывается предъявить машину и говорит, что обратится к адвокату.
Между тем журналист Питер Фаллоу, по наводке преподобного Бейкона, начинает «раскручивать» это преступление, привлекая к нему всё более и более пристальное внимание общественности и городских властей. Возмущение по поводу «хладнокровного убийства чёрного паренька двумя белыми» начинает бурлить внутри негритянской общины города. Жизнь Шермана летит под откос: от него уходит жена, его увольняют с работы, возле дома дежурят пикеты. Когда Шермана доставляют в зал суда, там уже кипят страсти. Тем не менее, судья, без заявления пострадавшего, избирает мерой пресечения символический залог, освобождая Шермана. Подозреваемый не назвал имя Марии во время слушаний.
В руки Питера попадает аудиозапись разговора в доме Марии в ночь преступления. На ней девушка признаётся, что это она была за рулем. «Жучок» для прослушивания ставили по другим причинам, запись была сделана случайно и не может быть принята в суде как законная улика. Питер Фаллоу рассказывает о тайной записи преподобному Бейкону и тот понимает, что дело Шермана может развалиться. Он говорит журналисту, что будет раскручивать другую тему: больница недобросовестно лечит лежащего в коме парня. Прокурор Вейс, впрочем, готов довести дело до вынесения обвинительного приговора. Шерман тем временем пытается уговорить Марию рассказать правду и записать её слова на нательный микрофон, но девушка распознаёт уловку.
Во время следующего заседания прокурор вызывает в качестве свидетеля Марию Раскин. Она рассказывает суду, что не была за рулем и Шерман заставил её молчать. Однако Шерман неожиданно включает громкую трансляцию той самой незаконной записи. Из неё понятно, что Мария лжесвидетельствует. На вопрос судьи Уайта: «Откуда взялась запись», — Шерман врёт. Он говорит, что запись сделал сам. Шермана освобождают в зале суда. Концовка картины возвращает к её началу. Питер Фаллоу получает за своё журналистское расследование, книгу «Настоящий Маккой» (Real McCoy) — Пулитцеровскую премию.

## В ролях
- Том Хэнкс — Шерман Маккой
- Брюс Уиллис — Питер Фаллоу
- Мелани Гриффит — Мария Раскин
- Ким Кэттролл — Джуди Маккой
- Сол Рубинек — Ларри Крамер
- Морган Фримен — судья Леонард Уайт
- Кирстен Данст — дочь Шермана Кэмпбелл
- Бет Бродерик — Кэролайн Хефтшанк
- Мюррей Абрахам — прокурор Эйб Вейс (нет в титрах)
- Алан Кинг — Артур Раскин
- Джон Хэнкок — преподобный Бэкон
- Клифтон Джеймс — Альберт Фокс
- Кевин Данн — Том Киллиан
- Дональд Моффат — мистер Макко
- Луи Джамбалво — Рэй Андрути
- Курт Фуллер — Поллард Браунинг
- Роберт Стивенс — сэр Джеральд Мур
- Ричард Либертини — Эд Рифкин
- Андре Грегори — Обри Баффинг

## Премии и награды
5 номинаций на Золотую малину 1991 года.